# Sudeki
Sudeki — компьютерная игра, представляющая собой смесь жанров ролевой игры и hack and slash. Sudeki изначально была выпущена для Xbox как эксклюзив, но впоследствии была портирована также и на Windows. Версии для обеих платформ были разработаны компанией Climax Group. Издателем ПК-версии выступила компания Zoo Digital Publishing.

## Геймплей
Игровой процесс проходит в реальном времени. Игрок одновременно контролирует одного из четырёх специализированных персонажей, а именно: мечника Тала, волшебницу Айлиш, зверовоина-девушку Буки и стрелка Элько. Между героями возможно переключение, так что вы можете управлять каждым из героев. Позднее становятся доступны их «теневые» копии, имеющие отличающуюся одежду, оружие и специальные атаки.

## Сюжет
В переводе с японского название игры звучит как «Прекрасный», так как изначально игру предполагалось назвать «Suteki». Первичное божество от скуки разделило себя на двух братьев Тэцу и Хэйгу, которые управляли этим единым миром, но рассорились. Тэцу выиграл в противостоянии, но Хэйгу успел разделить мир Судэки на Хаскилию, где царит свет, и Аклорию, где царит вечный мрак и её жители сходят с ума от того, что нет света. Баланс был нарушен: теперь в Хаскилии максимум бывает лишь вечер, ночи не бывает вовсе, а в Аклории постоянная тьма, которая подсвечивается редкими молниями или лавой вулканов. Проходит исторически значимое время и жители обеих планет забывают об истоках этого разделения.
Всё начинается с того, что аклорианцы нападают через порталы на столицу самого крупного государства Хаскилии, королевства Иллюмина, в результате чего королева Люсиция призывает воинов на помощь. Тал вызывается первым, поскольку состоит в королевской армии и знает, какие надежды возлагает на него его отец, генерал Арло, после гибели старшего сына, брата Тала. В это время принцесса Айлиш ссорится с матерью и уходит в деревню Светлые воды (Брайтуотер). Механик Элько, потерявший руку во время несчастного случая, был обязан королеве за новую (механическую) и с радостью работает над созданием защитной магической машины Иллюмины. Буки отказывается сотрудничать с королевой, поскольку считает, что Иллюмина не заслуживает доверия её племени. Тал возвращает Айлиш в замок, его отец упрекает его за то, что во время защиты Иллюмины выжил только он один, а вверенное войско погибло или имеет раненых. После одного из походов Тал встречает генерала Арло в своём доме, где происходит некое примирение.
Постепенно все герои узнают, что Судэки когда-то являлся единым миром, но был разделён; героям предстоит разобраться с трудностями на пути, предначертанном Тэцу. Позднее окажется, что в Аклории есть почти точные копии основных героев: копией Тала является Казэл, копией Айлиш — Алексина, копией Элко — Кафу, копией Буки — Нико, то есть всего главных героев восемь. У героев Аклории есть те же самые покровители, древние генералы армии Тэцу — волк-воин Каристон, орлица-маг Оливитесс, дракон Лебиус и кот Мо (логично, что раз они действовали до разделения Судэки, то их культы одинаковы в обоих мирах).
Тем временем на Аклории брат Казэла Талос (в отличие от своего двойника в Хаскилии он остался жив) заключает тайную сделку с королевой Люсицией и совершает предательство по отношению к Казэлу и его трём друзьям. Люсиция задумала с помощью магического механизма, высасывающего остатки энергии из тёмной Аклории, стать бессмертной в процессе возрождения Хэйгу в теле Талоса (это можно вычислить из того, что находится в «красной комнате», ключ от этой комнаты можно получить у детей, которые играют во дворе Южного зала суда, однако они вас ненамного ограбят; если найдёте всех троих, то у последнего получите ключ от этой комнаты — если её внимательно осмотреть, то можно понять, что некто подсматривал и подслушивал события в зале суда, а наверху есть дневник, который постоянно обновляется, он пишется самим Талосом).
Элько, после того, как доставил Талоса к Люсиции и 4 кристалла к машине, осознаёт всю глубину замысла, и, забрав с собой свою жену Тилли, сбегает из Иллюмины, предварительно совершив диверсию, что расценивается как предательство. После этого герои (а их в игре оказалось в общей сложности восемь) сливаются со своими «двойниками» (в процессе разработки игры предполагалось, что имена этих персонажей изменятся на нечто среднее, но было решено во избежание путаницы оставить их хаскилийские версии). После слияния герои попадают в вакуум, где узнают, что договор между Талосом и Люсицией был нарушен самим Талосом, уже перевоплотившимся в Хэйгу. После возрождения Талос/Хэйгу убивает королеву (в игре показано лишь, как он бросает голову мёртвой королевы под ноги Айлиш). На борьбу с Хэйгу решается только Тал, как избранник Тэцу. Происходит финальная битва, победным исходом которой становится гибель Талоса/Хэйгу и, наконец, слияние двух миров и их населения.

## Отзывы
| Сводный рейтинг | Сводный рейтинг |
| Агрегатор       | Оценка          |
| --------------- | --------------- |
| GameRankings    | 73,36 %         |